# Српска православна црква Светог арханђела Михајла у Лаћарку
Православна црква Светог арханђела Гаврила је богослужбени православни храм у Лаћарку код Сремске Митровице. Црква припада Епархији сремској Српске православне цркве. Црква је данас посвећена Светом арханђелу Гаврилу.
Црква је споменик културе од великог значаја.

## Историјат
Црква Светог арханђела Михајла у Лаћарку изграђена је око 1760. године. На датом месту постојала је старија црква, која је изграђена 1717. године од плетера и покривена шиндром. Унутрашње украшавање цркве започето је 1766. године. Осликавање иконостаса започео је Григорије Давидовић-Обшић 1786. године, а завршио Кузман Коларић 1803. године. Године 1944. у августу Лаћарак је погодила олуја и оборила је црквени торањ и на месту прелома је само зазидано и стављен крст. Обнова црквеног торња је урађена 2006. године.
Последња обнова извршена је 2006. године.

## Значај
Црква Светог арханђела Гаврила је једнобродна грађевина барокне основе с олтарском апсидом на источној страни и барокним звоником призиданим на западу. Украси су везани за неокласицизам. Постоје троје двери: западне, јужне и северне.
Иконостас су у раздобљу 1786-1803. осликали Григорије Давидовић-Обшић и Кузман Коларић у духу касног барока.